# Division I i bandy för damer 1972/1973
Division I i bandy för damer 1972/1973 var Sveriges högsta division i bandy för damer säsongen 1972/1973. Säsongen avslutades med att norrgruppsvinnaren IK Göta blev svenska mästarinnor, efter seger med 9-6 mot södergruppsvinnaren Katrineholms SK i finalmatchen på Rocklunda IP i Västerås den 10 mars 1973.

## Upplägg
Lagen var indelade i två geografiskt sammansatta grupper, där gruppvinnarna gick till final.

## Seriespelet

### Division I norra
| Nr | Lag             | Spelade | Vinster | Oavgjorda | Förluster | Målskillnad | Poäng |
| -- | --------------- | ------- | ------- | --------- | --------- | ----------- | ----- |
| 1  | IK Göta         | 6       | 6       | 0         | 0         | 52-2        | 12    |
| 2  | Gideonsbergs IF | 6       | 2       | 2         | 2         | 12-35       | 6     |
| 3  | Falu BS         | 6       | 1       | 2         | 3         | 8-17        | 4     |
| 4  | Söderhöjdens BK | 6       | 0       | 2         | 4         | 4-32        | 2     |

### Division I södra
| Nr | Lag             | Spelade | Vinster | Oavgjorda | Förluster | Målskillnad | Poäng |
| -- | --------------- | ------- | ------- | --------- | --------- | ----------- | ----- |
| 1  | Katrineholms SK | 6       | 6       | 0         | 0         | 55-5        | 12    |
| 2  | Tranås BoIS     | 6       | 4       | 0         | 2         | 22-10       | 8     |
| 3  | Sävsjö BK       | 6       | 1       | 0         | 5         | 3-32        | 2     |
| 4  | BK Derby        | 10      | 1       | 0         | 5         | 4-37        | 2     |

## Slutspel om svenska mästerskapet

### Final
- 10 mars 1973: IK Göta-Katrineholms SK 9-6 (Rocklunda IP, Västerås)

### Fotnoter
1. ↑  Erik Jonsson. ”1973–1979”. Svenska Bandyförbundet. Arkiverad från originalet den 8 juli 2017. https://web.archive.org/web/20170708032901/http://www.svenskbandy.se/BANDYFINALEN/HISTORIK/Svenskamastare/Damer/1973-1979. Läst 24 mars 2018.